# Blepharita moilena
Blepharita moilena är en fjärilsart som beskrevs av John Kern Strecker 1898. Blepharita moilena ingår i släktet Blepharita och familjen nattflyn. Inga underarter finns listade i Catalogue of Life.